# Order Świętego Andrzeja (Imperium Rosyjskie)
Order Świętego Andrzeja, skr. Order św. Andrzeja, także Order Świętego Andrzeja Pierwszego Apostoła, nazwa pełna Order Świętego Andrzeja Pierwszego Powołanego Apostoła lub Order Świętego Andrzeja Apostoła Pierwszego Powołania (ros. Орден Святого апостола Андрея Первозванного, Ordien swiatogo apostoła Andrieja Pierwozwannogo) – nadawane od 1698 do 1917 najwyższe odznaczenie Imperium Rosyjskiego, obecnie order domowy byłej dynastii panującej Romanowów.
Pod tą samą nazwą istnieją jeszcze dwa rosyjskie ordery: od 1998 państwowy (prezydencki) i od 1988 kościelny (cerkiewny).

## Historia
Order ustanowiony został 10 grudnia 1698 przez cara Piotra Wielkiego jako order rycerski na wzór orderów europejskich. Pierwszym kawalerem był Fiodor Aleksiejewicz Gołowin.

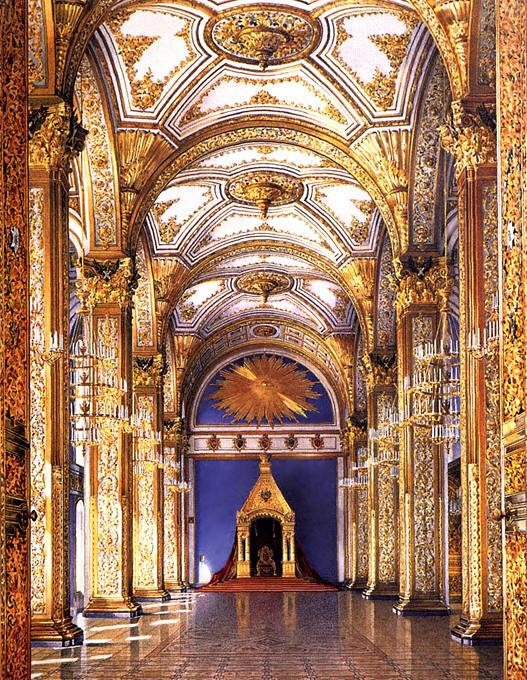
Kaplica orderu św. Andrzeja na Kremlu (akwarela Uchtomskiego, 1849)

Cesarski order św. Andrzeja miał tylko jedną klasę i nadawany był po 1831 osobom w randze co najmniej generała lejtnanta (generała porucznika, odpowiadającemu generałowi dywizji), które już posiadały Order Orła Białego lub Aleksandra Newskiego. Do upadku caratu order nadano ponad 1000 osobom. Zgodnie ze Statutem, wielcy książęta – synowie i wnukowie cesarzy uzyskują go podczas chrztu, zaś książęta krwi (dalsi potomkowie dynastii) po osiągnięciu pełnoletniości. Kawalerowie orderu św. Andrzeja według tegoż statutu uznawani są automatycznie za kawalerów czterech innych orderów cesarskich: św. Aleksandra Newskiego, Orła Białego, św. Anny 1 klasy i św. Stanisława 1 klasy. Od połowy XIX w. posiadał również odmianę nadawaną za wyczyny wojskowe, ozdobioną mieczami. Dodatkową klasę orderu stanowiły odznaka i gwiazda ozdobione diamentami.

## Wygląd
Odznaka orderu (awers), noszona na jasnobłękitnej szarfie z prawego ramienia na lewy bok lub na łańcuchu to wykonany ze złota dwugłowy orzeł rosyjski (bizantyjski) pokryty czarną emalią, który nosi na sobie niebieski krzyż świętego Andrzeja (X) z postacią ukrzyżowanego apostoła utrzymaną w naturalnych kolorach, ze złotą opaską na biodrach. Na ramionach krzyża znajdują się (łacińskie) litery S.A.R.P. (Sanctus Andreas Russiae Patronus). Na rewersie tegoż orła umieszczona na jego piersi jest biała wstęga z dewizą orderu. Odznaka orderu była zawieszona na złotej, z czerwoną emalią, koronie cesarskiej. Gwiazda orderu jest srebrna i ośmiopromienna i posiada w swym środkowym medalionie orła rosyjskiego, noszącego na piersi niebieski krzyż X,otoczonego napisem ЗA BEPУ И BEPНOCТЬ (za wiarę i wierność) na emalii niebieskiej.
Łańcuch orderowy z czasów carskich składał się z trzech rodzajów ogniw: okrągłego medalionu z niebieskim krzyżem X noszącym inicjały SARP otoczone czerwonozłotą aureolą, z niebieskiego medalionu noszącego inicjały P I (Petrus Primus) otoczone chorągwiami, oraz z medalionu z orłem carskim z tarczą św. Jerzego na piersi.
Przy nadawaniu orderu za zasługi wojenne umieszczano dwa skrzyżowane złote miecze pod koroną zawieszenia. Jako wyjątkowe wyróżnienie św. Andrzej był nadawany z brylantami na odznace i gwieździe.
Rosyjski Dom Cesarski obecnie używa nadal wzorów XIX-wiecznych.

## Odznaczeni
Wśród nich znaleźli się m.in.:
Wiek XVIII
- Fiodor Aleksiejewicz Gołowin 1699
- Iwan Mazepa 1700

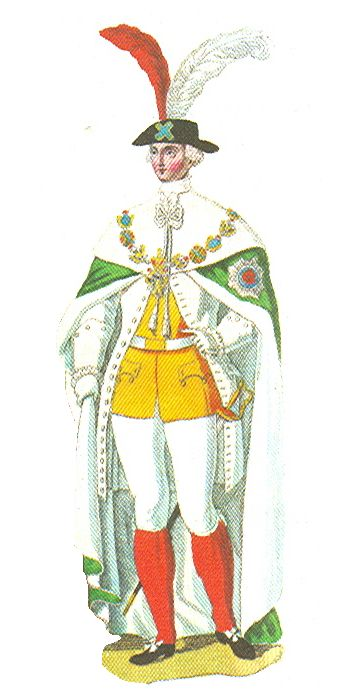
Strój kawalera orderu św. Andrzeja

- Marquard Ludwig von Printzen 1701
- Fiodor Apraksin 1710
- August II Mocny 1712
- Jan Sapieha 1726
- Antoni Potocki (konfederat radomski) 1730
- Franciszek Potocki 1732
- August III Sas 1736
- Aleksander Józef Sułkowski 1736
- Piotr Lacy 1737
- Antoni Benedykt Lubomirski 1742
- Jerzy August Mniszech 1742
- August Aleksander Czartoryski 1747
- Michał Fryderyk Czartoryski 1754
- Piotr Paweł Sapieha 1757
- Adam Czartoryski 1762
- Michał Kazimierz Ogiński 1763
- Stanisław August Poniatowski 1764
- Joachim Litawor Chreptowicz 1764
- Karol Stanisław Radziwiłł Panie Kochanku 1767
- Franciszek Ksawery Branicki 1774
- Aleksander Michał Sapieha 1776
- Józef Potocki 1776
- Antoni Sułkowski 1776
- Ignacy Twardowski 1776
- Stanisław Poniatowski 1777
- Aleksandr Suworow 1787
- Michaił Kutuzow
- Piotr Rumiancew
- Anna Leopoldowna
- Anton Ulryk Braunschweig-Wolfenbuettel

Wiek XIX
- Napoleon Bonaparte
- Hieronim Bonaparte
- Joachim Murat
- Charles-Maurice de Talleyrand-Périgord
- Fryderyk Wilhelm III
- Gebhard Leberecht von Blücher
- Arthur Wellesley (książę Wellington)
- Napoleon III Bonaparte

Wiek XX i XXI
- cesarz Hirohito
- król Humbert II
- Mikołaj P. Liniewicz[potrzebny przypis]
- Symeon II,  były król Bułgarii
- Konstantyn II, były król Grecji
- fra Andrew Bertie, wielki mistrz Zakonu Maltańskiego
- Andrzej S. Ciechanowiecki
- patriarcha Aleksy II